# Tiffany Young
Stephanie Young Hwang (San Francisco, Estados Unidos, 1 de agosto de 1989), más conocida como Tiffany Young, es una cantautora, bailarina y modelo estadounidense de origen surcoreano. Tiffany fue descubierta por SM Entertainment en Los Ángeles en 2004. Se unió a la compañía como aprendiz y en agosto de 2007 debutó como integrante del grupo Girls' Generation, donde se desempeñó como vocalista principal. Más tarde, en 2012, debutó en el subgrupo Girls' Generation-TTS. 
Se convirtió en la segunda integrante de su grupo en debutar como solista con su miniálbum I Just Wanna Dance (2016). Aunque sigue siendo parte del grupo, dejó SM Entertainment en octubre de 2017.  Antes de lanzar su disco Lips on Lips (2019), se unió a Paradigm Talent Agency y firmó con Transparent Arts, la compañía que la representa.

## Primeros años
Tiffany nació como Stephanie Young Hwang el 1 de agosto de 1989 en San Francisco, California.Tiene un padre, una hermana mayor y un hermano mayor en su familia. Su madre murió cuando ella tenía doce años. Pasó su infancia en Diamond Bar, California, y descubrió su pasión por el K-pop gracias a la cantante BoA. A los quince años, animada por su hermano, participó en un concurso de canto donde llamó la atención de un representante local de SM Entertainment. Tras esta oportunidad, audicionó para la empresa y fue aceptada como aprendiz. Su traslado a Corea del Sur se dio apenas tres semanas después.
Tiffany estudió en la Korea Kent Foreign School,mientras se entrenaba en SM durante casi cuatro años. Hizo su debut oficial como integrante de Girls' Generation en agosto de 2007. Adoptó el nombre artístico Tiffany, el cual era el nombre que su madre originalmente quería para ella al nacer. Además de su trayectoria con Girls' Generation, empezó su carrera en solitario, principalmente con canciones grabadas para proyectos alternos y bandas sonoras. A lo largo de su carrera, también incursionó como presentadora en varios programas de televisión.

## Carrera

### 2012-2016: TTS y debut como solista
Entre diciembre de 2011 y enero de 2012, Tiffany incursionó en la actuación musical al obtener un papel principal en la versión coreana del musical Fame. Desempeñó el papel de Carmen Díaz, una estudiante de artes escénicas con grandes aspiraciones de éxito. En abril de 2012, se creó el subgrupo de Girls' Generation conocido como TTS, compuesto por Tiffany junto a sus compañeras Taeyeon y Seohyun. Su EP debut, Twinkle, alcanzó un gran éxito y se posicionó como el octavo álbum más vendido del año en Corea del Sur. En noviembre de 2013, Tiffany concursó en el programa de SBS, Fashion King Korea. En este programa, celebridades surcoreanas se asociaban con destacados diseñadores del país para competir en desafíos y misiones relacionadas con la moda. La cantante formó equipo con el diseñador Ji Il-geun y logró el tercer puesto al finalizar el programa.
Durante el verano de 2015, Tiffany se sumergió en la creación de su primer álbum en solitario, viéndolo como «el paso hacia el siguiente capítulo de su carrera musical». Desde 2014, se embarcó en la aventura de escribir música por sí misma, describiéndolo como «un proceso que desafiaba sus nervios». Tiffany reconoció a Taeyeon como su mayor apoyo durante la preparación del álbum. Desde la llegada de Tiffany a Corea del Sur en 2004, las dos cantantes han mantenido una estrecha amistad, considerándose las mejores amigas en la industria. En mayo de 2016, salió al mercado su álbum titulado I Just Wanna Dance, convirtiendo a Tiffany en la segunda integrante de Girls' Generation en lanzar un álbum en solitario. Aunque recibió críticas mixtas, en su mayoría favorables, Tamar Herman de la revista Billboard lo describió como «un lienzo sonoro para crear una nueva imagen para [Tiffany]» y destacó que al hacerlo, «ella muestra su versatilidad como artista». En junio de 2016, se estrenó el sencillo «Heartbreak Hotel», en colaboración con Simon Dominic, como parte de SM Station.Para complementar sus lanzamientos, Tiffany organizó una serie de conciertos titulados «Weekend» durante ese mismo mes.Cuatro meses después, Tiffany colaboró en el sencillo «Don't Speak» del álbum Identity de Far East Movement. En una entrevista, el grupo de hip-hop mencionó que trabajar con Tiffany les había «abierto los ojos», señalando lo «versátil que es como cantante».

### 2017-presente: Carrera en Estados Unidos
En octubre de 2017, Tiffany dejó SM Entertainment y se encuentra en discusiones sobre sus actividades futuras con Girls' Generation.
El 14 de marzo de 2018, Tiffany lanzó un sencillo digital titulado «Remember Me», una cover de la canción de Pixar, utilizando su nombre artístico Tiffany Young. En junio de 2018, se anunció su debut en Estados Unidos bajo Paradigm Talent Agency con el lanzamiento del sencillo «Over My Skin». La canción fue lanzada el 28 de junio a través de varios portales de música, incluyendo iTunes. Tiffany colaboró y fue el rostro de la campaña de otoño de 2018 de H&M. En paralelo con su participación en la campaña Divided Music de otoño, lanzó su segundo sencillo en inglés, titulado «Teach You», el cual salió el 28 de septiembre de 2018. El videoclip y la canción fueron lanzados el 27 de septiembre. El vídeo musical cuenta con la aparición de Hyoyeon, Sooyoung y Kwon Hyuk-soo, quien interpreta a su enamorado. En octubre de 2018, Tiffany hizo historia al convertirse en la primera artista femenina de K-pop en desfilar por la alfombra roja de los American Music Awards. Lanzó un sencillo navideño, «Peppermint», el 30 de noviembre de 2018.
El 9 de enero de 2019, Tiffany anunció que lanzaría su nueva canción, «Born Again», el 24 de enero como sencillo del EP, Lips on Lips. Sin embargo, «Born Again» se pospuso para el 25 de enero, con Fernando Garibay confirmado como el productor de la canción. El vídeo musical de «Born Again» se lanzó junto con el sencillo el 25 de enero. La canción principal del EP fue lanzada como un segundo sencillo digital el 14 de febrero. Lips on Lips fue lanzado el 22 de febrero. El álbum debutó en el noveno lugar de Heatseekers Albums y en el trigésimo puesto de Independent Albums. El EP también alcanzó el octavo lugar de Gaon Album Chart, y recibió una certificación de platino en Corea del Sur una semana después de su lanzamiento. Promocionó el EP a través de Lips on Lips Mini Showcase Tour, que abarcó ocho fechas en América del Norte en marzo de 2019.
El 2 de agosto, Tiffany lanzó «Magnetic Moon», coincidiendo con el concierto Open Hearts Eve en Seúl al día siguiente. Se embarcó en una gira titulada Magnetic Moon Tour con dieciocho conciertos en Estados Unidos desde octubre a noviembre de 2019. El 2 de octubre de 2019, se anunció que Tiffany regresaría con un nuevo sencillo. El 17 de febrero de 2021, Tiffany fue elegida para interpretar a Roxie Hart en el musical Chicago.

## Vida personal
El 4 de abril de 2014, se anunció que Tiffany estaba en una relación con Nichkhun de 2PM. El 28 de mayo de 2015, se anunció que la pareja se había separado después de un año de relación, debido a complicaciones con su horario.

## Controversia
Usando sus cuentas de redes sociales para interactuar con los fanáticos, en agosto de 2016, mientras Tiffany estaba en un concierto SMTown Live en Tokio, publicó un par de fotos que incluían el uso de la bandera japonesa y Bandera del Sol Naciente, indicando su paradero. Aunque no hubo pruebas de malas intenciones, esto causó fuertes críticas del público coreano ya que el momento coincidió con el Día de la Liberación de Corea, lo que provocó un sentimiento histórico de herida de guerra. Tiffany expresó pesar por su acción en dos disculpas escritas a mano, reconociendo su falta de conocimiento de la historia. Después del controvertido error, algunos hablaron en defensa de Tiffany, mientras que otros cuestionaron la misoginia dentro de la sociedad coreana, argumentando que pueden ser «implacables» con una artista femenina, mientras que un artista masculino no habría recibido el mismo trato si el mismo evento hubiera ocurrido. Este evento provocó que abandonara Sister's Slam Dunk, un espectáculo de variedades de KBS2 en el que participó en ese momento.

## Discografía

### EP
- 2016: I Just Wanna Dance
- 2019: Lips on Lips

## Filmografía

### Películas
| Año  | Título            | Papel      | Notas                 | Ref.   |
| ---- | ----------------- | ---------- | --------------------- | ------ |
| 2012 | I AM.             | Ella misma | Documental de SM Town | [ 55 ] |
| 2014 | My Brilliant Life | Ella misma | Aparición corta       | [ 56 ] |
| 2015 | SMTown: The Stage | Ella misma | Documental de SM Town |        |

### Dramas
| Año   | Título                               | Canal   | Papel                                  | Notas                | Ref.          |
| ----- | ------------------------------------ | ------- | -------------------------------------- | -------------------- | ------------- |
| 2008  | Unstoppable Marriage                 | KBS 2TV | Seven Princesses Gang de Bulgwang-dong | Aparición corta      |               |
| 2015  | Producer                             | KBS 2TV | Ella misma                             | Aparición corta      | [ 57 ]        |
| 2022  | The Youngest Son of a Chaebol Family | JTBC    | Rachel                                 | Personaje secundario |               |
| Prog. | Uncle Samsik                         |         |                                        |                      | [ 58 ] [ 59 ] |

### Musicales
| Año       | Título | Papel       |
| --------- | ------ | ----------- |
| 2011-2012 | Fame   | Carmen Díaz |

### Programas de realidad y variedad
| Año       | Título                      | Canal   | Papel                      | Notas                                              |
| --------- | --------------------------- | ------- | -------------------------- | -------------------------------------------------- |
| 2007-2008 | Sonyeon Sonyeo Gayo Baekseo | Mnet    | Coanfitriona               | Con Kim Hye-seong                                  |
| 2007-2008 | Champagne                   | KBS     | Coanfitriona               |                                                    |
| 2008      | Kko Kko Tours Single♥Single | KBS 2TV | Regular Cast               | Elenco regular                                     |
| 2009-2010 | Show! Music Core            | MBC     | Coanfitriona               | Con Yuri                                           |
| 2011-2012 | Show! Music Core            | MBC     | Coanfitriona               | Con Yuri                                           |
| 2012-2013 | Show! Music Core            | MBC     | Coanfitriona               | Con Taeyeon y Seohyun                              |
| 2013      | Fashion King Korea          | SBS     | Elenco regular/Concursante | Tercer puesto                                      |
| 2013      | Hello Counselor             | KBS2    | Invitada                   | Episodio 106                                       |
| 2014      | The TaeTiSeo                | OnStyle | Elenco regular             | Con Taeyeon y Seohyun (8 episodios)                |
| 2015      | Heart A Tag                 | Mnet    | Anfitriona                 | Con Lee Cheol-woo                                  |
| 2015      | Running Man                 | SBS     | Ella misma                 | Episodio 254                                       |
| 2016      | Sister's Slam Dunk          | KBS2    | Elenco regular             |                                                    |
| 2019      | King of Mask Singer         |         | Participante               | Concursó como The Rose of Versailles (ep. 219-220) |

## Conciertos y giras
- 2016: The Agit: Tiffany Weekend’s
- 2019: Lips On Lips North American Mini Showcase Tour
- 2019: Open Hearts Eve
- 2019: Magnetic Moon North American Tour
- 2020: Open Hearts Eve Part Two

## Premios y nominaciones
| Año  | Premio                   | Categoría                               | Trabajo nominado     | Resultado | Ref.   |
| ---- | ------------------------ | --------------------------------------- | -------------------- | --------- | ------ |
| 2008 | Mnet 20's Choice Awards  | Hot School Girl                         | Ella misma           | Nominada  |        |
| 2009 | Mnet Asian Music Awards  | Mejor banda sonora                      | «By Myself»          | Nominada  |        |
| 2011 | MBC Entertainment Awards | Premio especial: MC Division (con Yuri) | Show! Music Core     | Ganadoras | [ 62 ] |
| 2016 | Mnet Asian Music Awards  | Mejor coreografía en solitario          | «I Just Wanna Dance» | Nominada  |        |
| 2016 | Mnet Asian Music Awards  | Canción del año                         | «I Just Wanna Dance» | Nominada  |        |
| 2018 | Premios BreakTudo        | Mejor artista femenina de K-pop         | Ella misma           | Ganadora  | [ 63 ] |
| 2018 | iHeartRadio Music Awards | Best Solo Breakout                      | Ella misma           | Ganadora  | [ 64 ] |
| 2019 | Premios BreakTudo        | Mejor solista de K-pop                  | Ella misma           | Nominada  | [ 65 ] |